# Porites sverdrupi
Porites sverdrupi är en korallart som beskrevs av John Wyatt Durham 1947. Porites sverdrupi ingår i släktet Porites och familjen Poritidae. IUCN kategoriserar arten globalt som sårbar. Inga underarter finns listade i Catalogue of Life.